# Pristomerus
Pristomerus is een geslacht van insecten uit de orde vliesvleugeligen (Hymenoptera) en de familie Ichneumonidae.

## Soorten
- P. africator Aubert & Shaumar, 1978
- P. albescens (Morley, 1917)
- P. anxius Gauld, 2000
- P. arabicus Horstmann, 1990
- P. areolaris Narolsky, 1987
- P. armatus (Lucas, 1849)
- P. atriceps (Szepligeti, 1905)
- P. atrifemur Girault, 1925
- P. austrinus Townes & Townes, 1951
- P. baumhoferi Cushman, 1930
- P. belorus Gauld, 2000
- P. bicinctus Girault, 1925
- P. bullis Fitton, 1994
- P. calcaratus (Spinola, 1851)
- P. caris Fitton, 1994
- P. celebensis Szepligeti, 1906
- P. cinxus Gauld, 2000
- P. clypeatus Dasch, 1979
- P. columbiensis Dasch, 1979
- P. comptus Narolsky, 1987
- P. coracinus Dasch, 1979
- P. cunctator Tosquinet, 1896
- P. chicliphilus Gauld, 2000
- P. chilonis Kusigemati, 1988
- P. chinensis Ashmead, 1906
- P. dahnhardti Krieger, 1912
- P. delphinius Gauld, 2000
- P. dimidiatus (Morley, 1913)
- P. dodecellae Sedivy, 2001
- P. eiphasos Gauld, 2000
- P. empusus (Morley, 1913)
- P. erythrothoracis Uchida, 1933
- P. euryptychiae Ashmead, 1896
- P. euzopherae Viereck, 1912
- P. fasciatus Dasch, 1979
- P. flavipes Enderlein, 1921
- P. flavus Ashmead, 1904
- P. floridanus Dasch, 1979
- P. francisci (Girault, 1933)
- P. fumidus Dasch, 1979
- P. fumipennis (Wilkinson, 1927)
- P. genalis Sawoniewicz, 1978
- P. giraulti Townes, Townes & Gupta, 1961
- P. grendor Gauld, 2000
- P. haptinus Gauld, 2000
- P. hawaiiensis Perkins, 1910
- P. hebraicator Aubert, 1979
- P. honiarensis Kusigemati, 1985
- P. horribilis Narolsky, 1987
- P. imperfectus Dasch, 1979

- P. inaequidens Dasch, 1979
- P. incompletus Townes, 1958
- P. jugulator Gauld, 2000
- P. kaemmeli Krieger, 1912
- P. kasparyani Narolsky, 1986
- P. kendarensis Kusigemati, 1984
- P. kirinus Gauld, 2000
- P. laticeps Cushman, 1920
- P. luridus Kokujev, 1905
- P. luteolus Tosquinet, 1896
- P. marginicollis (Cameron, 1907)
- P. mayhoffi Krieger, 1912
- P. mesopotamicus Horstmann, 1990
- P. mexicanus Cresson, 1874
- P. microdon Cushman, 1927
- P. minutus Cushman, 1920
- P. naitoi Kusigemati, 1985
- P. nigroguttipennis (Girault, 1933)
- P. novoguineensis Szepligeti, 1906
- P. ohioensis Dasch, 1979
- P. olamonus Viereck, 1917
- P. orbitalis Holmgren, 1860
- P. pallidus (Kriechbaumer, 1884)
- P. panti Rao, 1953
- P. parilis Kusigemati, 1984
- P. petrovae Kusigemati, 1988
- P. procerus Bourquin, 1939
- P. protractus Narolsky, 1987
- P. punctatus Uchida, 1932
- P. rivalis Narolsky, 1987
- P. rivier Rousse & Villemant, 2012
- P. rufiabdominalis Uchida, 1928
- P. ruficaput (Morley, 1912)
- P. sardous Dalla Torre, 1901
- P. scutellaris Uchida, 1932
- P. secundus (Morley, 1913)
- P. spinator (Fabricius, 1804)
- P. stimulator (Enderlein, 1921)
- P. stoneri (Viereck, 1925)
- P. sulcatus (Cameron, 1908)
- P. sulci Mahdihassan & Kolubajiv, 1932
- P. taoi Sonan, 1936
- P. tescorum Dasch, 1979
- P. testaceus Morley, 1913
- P. tibialis Kolarov, 1982
- P. tunetanus Horstmann, 1990
- P. tuscaloosae Dasch, 1979
- P. vogeli Krieger, 1912
- P. vulnerator (Panzer, 1799)
- P. yoshiyasui Kusigemati, 1990